# KkStB 34
| KRB III 2–74, 98–108 / kkStB 34 / BBÖ 34 / FS 194 | KRB III 2–74, 98–108 / kkStB 34 / BBÖ 34 / FS 194 | KRB III 2–74, 98–108 / kkStB 34 / BBÖ 34 / FS 194 |
| ------------------------------------------------- | ------------------------------------------------- | ------------------------------------------------- |
| KRB III Nr. 32 „Mautern“ später kkStB 34.16       |                                                   |                                                   |
| Technische Daten                                  |                                                   |                                                   |
| Bauart                                            | Cn2                                               | Cn2                                               |
| Zylinder-Ø                                        | 435 mm                                            | 435 mm                                            |
| Kolbenhub                                         | 632 mm                                            | 632 mm                                            |
| Treibrad-Ø                                        | 1175–1180 mm                                      | 1175–1180 mm                                      |
| Laufrad-Ø vorne                                   | –                                                 | –                                                 |
| Laufrad-Ø hinten                                  | –                                                 | –                                                 |
| fester Radstand                                   | 3160 mm                                           | 3160 mm                                           |
| Gesamtradstand                                    | 3160 mm                                           | 3160 mm                                           |
| Anz. d. Rohre                                     | 156                                               | 167                                               |
| Heizfl. d. Rohre                                  | 103,0 m²                                          | 110,5 m²                                          |
| Heizfl. d. Feuerbüchse                            | 8,0 m²                                            | 7,9 m²                                            |
| Rostfl.                                           | 1,78 m²                                           | 1,63 m²                                           |
| Dampfdruck                                        | 9/10                                              | 9/10                                              |
| Gewicht (leer)                                    | 31,4 t                                            | 31,4 t                                            |
| Adhäsionsgewicht                                  | 35,0 t                                            | 35,0 t                                            |
| Dienstgewicht                                     | 35,0 t                                            | 35,0 t                                            |
| Tender                                            | 13, 34, 35, 40                                    | 13, 34, 35, 40                                    |
| Länge                                             | k. A.                                             | k. A.                                             |
| Höhe                                              | k. A.                                             | k. A.                                             |
| Vmax                                              | 45 km/h                                           | 45 km/h                                           |

Die Dampflokomotivreihe kkStB 34 waren Güterzug-Schlepptenderlokomotiven der kkStB, die ursprünglich von der k.k. priv. Kronprinz Rudolf-Bahn (KRB) stammten.
Die KRB beschaffte 1868 bis 1873 diese dreifach gekuppelten Maschinen von Sigl in Wien, von der Wiener Neustädter Lokomotivfabrik, von Maffei in München und von der Mödlinger Lokomotivfabrik. Dies waren die ersten Lokomotiven aus Mödling.
Wegen des hügeligeren Geländes unterschieden sich die Maschinen dieser Reihe von denen der Kaiserin Elisabeth Bahn (KEB) durch kleinere Räder und andere Kesseldimensionen.
Nach der Verstaatlichung wurden die Maschinen als kkStB 34 eingeordnet.
Die 34.29 wurde 1901 in die C1n2t 65.01 umgebaut.
Nach dem Ersten Weltkrieg kamen 18 Stück zu den BBÖ, einige zu den FS als Reihe 194, sowie, ohne dass sie eigene Reihennummern erhalten hätten, zu den ČSD, zu den PKP sowie zu den Eisenbahnen des Königreichs der Serben, Kroaten und Slowenen und später zu den JDŽ.
Die BBÖ schieden ihre Maschinen bis 1929 aus dem Bestand.